# Ла Кјавика (Ровиго)
Ла Кјавика је насеље у Италији у округу Ровиго, региону Венето.
Према процени из 2011. у насељу је живело 24 становника. Насеље се налази на надморској висини од 5 м.